# Teresin Niepokalanów
Teresin Niepokalanów – stacja kolejowa położona pomiędzy Teresinem a Paprotnią, w województwie mazowieckim, w Polsce.

## Ruch pasażerski[1]
| Rok  | Wymiana pasażerska na dobę |
| ---- | -------------------------- |
| 2017 | 1500-2000                  |
| 2018 | 1500-2000                  |
| 2019 | 3000-4000                  |
| 2020 | 1500-2000                  |
| 2021 | 1500-2000                  |
| 2022 | 2000-3000                  |
| 2023 | 2000-3000                  |

## Połączenia
- Łowicz
- Otwock
- Sochaczew
- Warszawa